# Ovcea Moghila, Veliko Tărnovo
Ovcea Moghila (în bulgară Овча Могила) este un sat în comuna Sviștov, regiunea Veliko Tărnovo,  Bulgaria. 

## Demografie
Componența etnică a satului Ovcea Moghila
     Romi (3,59%)
     Turci (3,66%)
     Bulgari (86,46%)
     Nicio identificare (6,08%)
     Altele (0,19%)
La recensământul din 2011, populația satului Ovcea Moghila era de 1.529 locuitori. Din punct de vedere etnic, majoritatea locuitorilor (86,46%) erau bulgari, existând și minorități de turci (3,66%) și romi (3,59%). Pentru 6,08% din locuitori nu este cunoscută apartenența etnică.